# Aníbal Paz
Pour les articles homonymes, voir Paz.
Aníbal Luis Paz (né le 21 mai 1917 à Montevideo et mort le 21 mars 2013) est un footballeur uruguayen qui a évolué au poste de gardien de but dans les années 1940 et 1950.

## Biographie
Aníbal Paz a commencé sa carrière au Liverpool Fútbol Club avant de rejoindre le Nacional. Il a terminé sa carrière en 1954 avec le Racing Club de Montevideo.
Surnommé El Canario, il a remporté neuf fois le championnat d'Uruguay avec le club du Nacional. Il a joué 471 matchs pour ce club ce qui en fait le deuxième joueur le plus capé derrière Emilio Álvarez.
Après sa carrière, il fut entraîneur des gardiens du Nacional en 1969.
En 2007, il a été fait citoyen d'honneur de la ville de Montevideo, en même temps que Juan Carlos González et Alcides Ghiggia, tous trois alors derniers survivants des vainqueurs de la finale de 1950. 
Avant-dernier survivant du mondial de 1950, le dernier étant Alcides Ghiggia mort en 2015, il restera une grande personnalité du football en Uruguay au fil des années.

## Palmarès
- Vainqueur de la Coupe du monde de football de 1950.
- Vainqueur de la Copa América 1942.
- Vainqueur de la Copa Aldao en 1940 et 1946.
- Champion d'Uruguay en 1939, 1940, 1941, 1942, 1943, 1946, 1947, 1950, 1952.